# Harvard College Observatory
Harvard College Observatory (HCO) is een onderzoeksinstituut dat meerdere gebouwen en instrumenten bezit voor astronomisch onderzoek door de Harvard-universiteit. Het is gelegen in Cambridge (Massachusetts), Verenigde Staten. Samen met het Smithsonian Astrophysical Observatory vormt het een deel van de Harvard–Smithsonian Center for Astrophysics. Het observatorium werd opgericht in 1839 en William Cranch Bond werd de eerste directeur.
In 1847 werd de eerste telescoop geïnstalleerd. Tussen 1847 en 1852 slaagden Bond en fotograaf John Adams Whipple erin om met de telescoop zeer gedetailleerde beelden van de maan te produceren. De beelden van de maan wonnen de prijs voor fotografie op de Great Exhibition in 1851. In 1850 maakten Bond en Whipple de eerste daguerreotypie van een ster (Wega).
In de loop van de tijd werden vele planetoïden in het observatorium ontdekt.